# Lied Promontory
Lied Promontory är en udde i Antarktis. Den ligger i Östantarktis. Australien gör anspråk på området.
Terrängen inåt land är platt åt nordväst, men åt sydost är den kuperad. Havet är nära Lied Promontory norrut. Trakten är glest befolkad. Närmaste befolkade plats är Zhongshan Station, 3,4 kilometer öster om Lied Promontory. 